# Giuseppe Firrao (1670-1744)
Giuseppe Firrao (Luzzi, 12 de julho de 1670 - Roma, 24 de outubro de 1744) foi um cardeal italiano dos séculos XVII e XVIII.

## Biografia

### Origens e jovens
Guiseppe Firrao nasce em 12 de julho de 1670 em Luzzi, então um dos feudos de sua família, na diocese de Bisignano. É originário de uma família patrícia de Nápoles. Ele é o filho de Pietro Firrao, príncipe de Sant'Agata, e Isabella Caracciolo, da família dos príncipes de Torrenova. Ele é o tio-avô do cardeal Giuseppe Firrao (1801).
Muito jovem, mudou-se para Roma, onde estudou no Seminário Romano, em seguida, na Universidade La Sapienza , onde obteve um doutoramento,  tanto em  cânones como em direito civil, em 22 de janeiro de 1695.
Em 3 de março de 1695 ingressou na Prelazia Romana como referendário do Supremo Tribunal da Assinatura Apostólica . Vice- legado de Urbino em 1697, foi nomeado governador de Loreto em 22 de fevereiro de 1698, então governador de Ancona em 31 de maio de 1701 e, finalmente, governador dos territórios de Civitavecchia e Tolfa e Superintendente de Corneto a 17 de dezembro de 1702. Em 22 de abril de 1705, ele se torna governador de Viterbo, então governador de Perugia e Umbria de 12 de julho de 1706 a 16 de junho de 1709. É Secretário da Congregação do Consulado Sagrado e Eleitor Supranumerário do Supremo Tribunal da Signatura Apostólica , o 18 de abril de 1709.
Recebe ordens menores em 6 de abril de 1711 e é nomeado diácono em 25 de agosto de 1714. Eleitor Apostólica Signatura, em 1712, Visitador Apostólico das províncias de Marche e Umbria , em 1713,  foi nomeado núncio extraordinário em Portugal para trazer a fáscia Benedette para o príncipe do Brasil em 1714. É ordenado sacerdote 2 de setembro de 1714.

### Bispos
No mesmo dia de sua ordenação, foi nomeado arcebispo titular de Nicéia em 2 de setembro de 1714 (data da consagração desconhecida). Ele tornou-se Núncio Apostólico na Suíça em 23 de outubro de 1716 e participou na restauração da disciplina monástica e religiosa dentro do mosteiro de Campidona. Núncio Apostólico em Portugal de 28 de setembro de 1720 a 11 de dezembro de 1730.  Foi nomeado abade da Abadia de S. Samuele Barletta , em junho de 1723, e em seguida, abade do mosteiro beneditino de S. Maria di Passaca , Diocese de Catanzaro. Ele foi nomeado arcebispo de Aversa em11 de dezembro de 1730, arquidiocese de qual renunciou em 26 de setembro de 1734.

### Cardeal
Ele é elevado ao posto de cardeal sacerdote no consistório de 24 de setembro de 1731 e recebe a barra cardeal vermelha e o título cardinal de S. Tommaso em Parione, o 19 de novembro de 1731. Em maio de 1733, foi nomeado prefeito da Congregação para o Freeport de Ancona. Ele se torna cardeal secretário de Estado do 4 de outubro de 1733 sobre a morte do Cardeal Antonio Banchieri, e ocupa esta posição até 6 de fevereiro de 1740. Nomeado prefeito da Congregação do Consulado Sagrado de Avignon; da Santa Casa de Loreto e do Estado de Fermo. Prefeito do Supremo Tribunal da Assinatura Apostólica sobre29 de novembro de 1737, ele é feito protetor do Collegio Maronita (Maronita), em Roma, o 4 de dezembro de 1737. A partir de 1737, ele é protetor da Ordem dos Eremitas de Santo Agostinho (17 de janeiro de 1737) e a Ordem Soberana e Militar dos Hospitalários de São João de Jerusalém de Rodes e Malta . Nomeado Prefeito da Congregação dos Bispos e Regulares, o 27 de agosto de 1738 ele participou do conclave de 1740, que elegeu o papa Bento XIV. Ele obtém o título de S. Croce in Gerusalemme, o 29 de agosto de 1740. Ele é camerlengo do Sagrado Colégio de 2 de janeiro de 1741 o 22 de janeiro de 1742.
Ele morre 24 de outubro de 1744 às 18h em Roma. Seus restos mortais estão em exposição na Igreja de San Agostino , em Roma, onde a capella papalis ocorreu na presença do Papa Bento XIV em 26 de outubro de 1744; ele é enterrado à tarde em frente ao altar principal desta igreja, no sepulcro que ele havia construído. Em seu túmulo está gravado seu nome e o brasão de armas de sua família.

## Link Externo
- Fiche du cardinal Neri Maria Corsini sur le site fiu.edu